# Dula

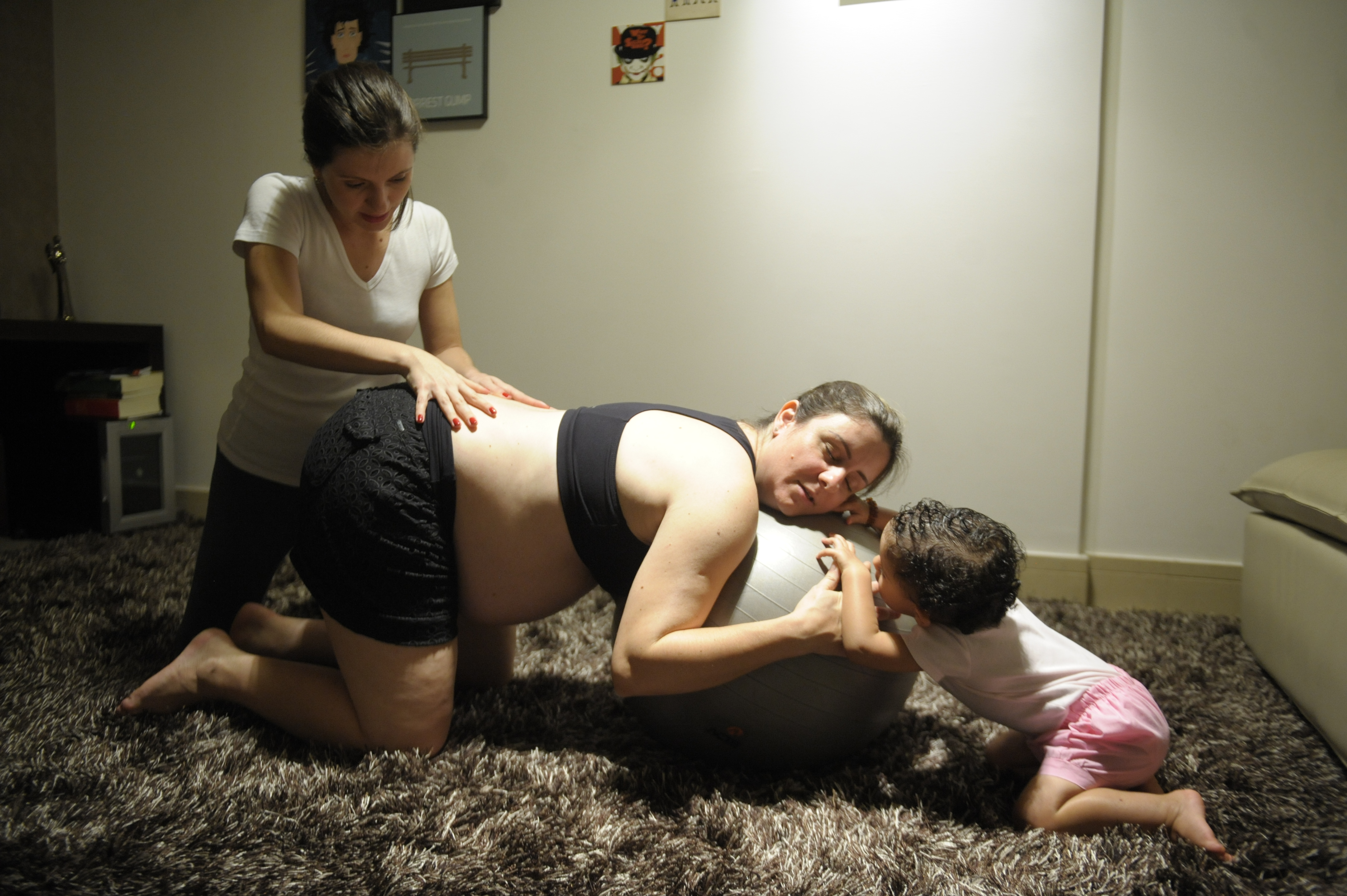
Dula (vlevo) pečuje o těhotnou ženu během porodu

Dula (ze starořeckého δούλη [doúlē], ve významu služebná) je označení, jež se používá pro speciálně vyškolenou ženu, která poskytuje především psychickou a fyzickou oporu ženě během těhotenství, porodu i v období poporodním. Dula prochází dlouhodobým výcvikem, nelze ji ale zaměňovat s porodní asistentkou. Nemusí mít totiž zdravotnické vzdělání.

## Přínos duly
Stěžejním bodem práce duly je poskytování emoční, informační, fyzické i praktické podpory v těhotenství, během porodu a v šestinedělí. Dula rodiče doprovází na jejich cestě a pomáhá jim naplnit jejich představy o porodu. Pomáhá vytvořit takovou atmosféru při porodu, kdy se žena cítí bezpečně, může se uvolnit a plně se soustředit na samotný porod. Zná rodičku i její přání a představy týkající se porodu a může jí proto poskytnout specifický druh podpory. Funguje také jako zdroj informací. Snaží se ženě pomoci projít porodní zkušeností tak, aby její zážitek byl co možná nejlepší. A to i v případě, že žena v průběhu porodu prožije něco, co neplánovala nebo si nepřála prožít. Dula posiluje sebedůvěru ženy. Pomáhá jí lépe zvládnout případné zákroky, snižuje svou přítomností strach a napětí. Dula chápe a respektuje fyziologii porodu i emocionální potřeby rodící ženy. Uznává porod jako jeden z klíčových okamžiků v životě ženy. Uvědomuje si, že způsob, jakým žena a dítě porod prožijí, je pro oba velmi zásadní a důležitý v mnoha rovinách. Existují i specializované poporodní duly, které se zaměřují zejména na pomoc rodičům v období po porodu.
Dula neposkytuje zdravotnické služby. Doplňuje práci lékařů a porodních asistentek, avšak nezasahuje do jejich kompetencí. Je připravena ženu doprovázet jak při porodu v nemocnici, tak v porodním domě nebo při porodu v domácnosti.
Dula jako profesionál v oblasti pomáhající profese, jehož hlavní kompetencí je pomáhat a provázet ženu na její individuální cestě k vlastnímu porodu v takové míře, na kterou je žena sama připravena. Dula doprovází ženu k takovému porodu, jaký si žena sama vybere a způsobem, na jakém se společně dohodnou. Dula nezasahuje do oblastí, které nejsou v její kompetenci, má kontakty na odborníky z oblastí pomáhajících profesí, kteří mohou ženu podpořit či ji pomoci v případě, že potřeby klientky již nespadají do kompetencí duly.

Kvalifikovaná dula má rámcové znalosti z oboru psychologie, medicíny, legislativy, kojení a péče o dítě. Registrované duly jsou vázány etickým kodexem své organizace, měly by procházet pravidelnou supervizí a následným vzděláváním. Při výběru duly se vždy informujte o tom, jakým typem vzdělávání prošla.

## Duly v České republice
Organizace sdružující duly vznikla v České republice v září 2001. Jednalo se o Českou asociaci dul, která prováděla a provádí výcvik a certifikaci dul. V roce 2009 vzniklo občanské sdružení České duly s obdobným zaměřením jako Česká asociace dul. V obou organizacích procházejí duly profesním výcvikem a jsou vázány etickým kodexem. Další organizací, sdružující a vyučující duly se stal v roce 2017 spolek AmmaDula.